# Zaliznîțea, Koreț
Zaliznîțea (în ucraineană Залізниця) este o comună în raionul Koreț, regiunea Rivne, Ucraina, formată numai din satul de reședință.

## Demografie
Componența lingvistică a comunei Zaliznîțea
     Ucraineană (99,8%)
     Alte limbi (0,2%)
Conform recensământului din 2001, majoritatea populației comunei Zaliznîțea era vorbitoare de ucraineană (99,8%), existând în minoritate și vorbitori de alte limbi.